# Corylobium avellanae
Corylobium avellanae är en insektsart som först beskrevs av Franz Paula von Schrank 1801.  Corylobium avellanae ingår i släktet Corylobium och familjen långrörsbladlöss. Arten är reproducerande i Sverige. Inga underarter finns listade i Catalogue of Life.